# Мірпур (розділ)
Мірпур (урду میرپور ڈِوِژن) — адміністративний підрозділ першого порядку залежної від Пакистану території Азад Кашмір. Мірпур є найбільшим районом Азад Кашміру за населенням. Він включає частину колишнього району Мірпур княжої держави Джамму і Кашмір, яка потрапила під контроль Пакистану після закінчення індійсько-пакистанської війни 1947 року.

## Історія
Територія нинішнього підрозділу Мірпур була частиною колишнього княжого штату Джамму і Кашмір під час Британського Раджу та після поділу Індії. Після індійсько-пакистанської війни 1947 року він став частиною нинішнього Азад-Кашміру. Дивізія Мірпур була місцем різанини в Мірпурі в листопаді 1947 року.

## Райони
В даний час підрозділ Мірпур складається з таких райони:
- Бхімбер
- Котлі
- Мірпур